# Großer Preis von Mexiko 2024
Der Große Preis von Mexiko 2024 (offiziell Formula 1 Gran Premio de la Ciudad de México 2024) fand am 27. Oktober auf dem Autódromo Hermanos Rodríguez in Mexiko-Stadt statt und war das 20. Rennen der Formel-1-Weltmeisterschaft 2024.

## Bericht

### Hintergründe
Nach dem Großen Preis der USA führte Max Verstappen in der Fahrerwertung mit 57 Punkten vor Lando Norris und mit 79 Punkten vor Charles Leclerc. In der Konstrukteurswertung führte McLaren-Mercedes mit 40 Punkten vor Red Bull und mit 48 Punkten vor Ferrari.
Beim Großen Preis von Mexiko stellte Pirelli den Fahrern die Reifenmischungen C3 Hard (weiß), C4 Medium (gelb) und C5 Soft (rot) sowie Cinturato Intermediates (grün) und Cinturato Full-Wets (blau) für nasse Bedingungen zur Verfügung.
Williams setzte bei dem Formel-1-Rennen in Mexiko und dem nachfolgenden Grand Prix in Brasilien ein optisches Highlight: Die beiden FW46, gefahren von Alexander Albon und Franco Colapinto, wurden mit einer auffälligen gelben Motorabdeckung versehen, die an die glorreichen Tage des Teams erinnern sollte.
Fernando Alonso trat zu seinem 400. Grand-Prix-Wochenende an, er war der erste Formel-1-Fahrer, der diese Marke erreichte. Da er bisher dreimal nicht beim Rennen gestartet war, bestritt er allerdings erst seinen 397. Grand Prix.
Alonso (acht), Lance Stroll (fünf), Verstappen, Nico Hülkenberg (jeweils vier), Esteban Ocon, Sergio Pérez (jeweils drei), George Russell, Valtteri Bottas (jeweils zwei) und Carlos Sainz jr. (einer) gingen mit Strafpunkten ins Rennwochenende.
Mit Verstappen (fünfmal) und Lewis Hamilton (zweimal) traten zwei ehemalige Sieger zu diesem Grand Prix an.
Als Rennkommissare für dieses Rennwochenende fungierten Tim Mayer (USA), Loïc Bacquelaine (BEL), Johnny Herbert (GBR) und Alfonso Oros Trigueros (MEX).

### Training
Im ersten freien Training kamen fünf Young Driver zum Einsatz. Andrea Kimi Antonelli übernahm den Mercedes von Hamilton, Oliver Bearman den Ferrari von Leclerc, Pato O’Ward den McLaren von Norris, Felipe Drugovich den Aston Martin von Alonso und Robert Schwarzman den Kick Sauber von Zhou Guanyu. Russell war mit einer Zeit von 1:33,602 Minuten Schnellster vor Sainz jr. und Yuki Tsunoda. Die Trainingssession wurde zweimal mit der roten Flagge unterbrochen; das erste Mal aufgrund von Trümmern auf der Strecke, in die Antonelli hineinfuhr und dabei den Unterboden seines Autos beschädigte, und das zweite Mal wegen eines Unfalls, in den Albon und Bearman verwickelt waren.
Im zweiten freien Training war Sainz jr. mit einer Zeit von 1:33,602 Minuten Schnellster vor Oscar Piastri und Tsunoda. In dieser Trainingssession wurden die Pirelli-Reifentests mit den neuen Mischungen für die Saison 2025 durchgeführt und mit einer roten Flagge aufgrund von Russells schwerem Unfall unterbrochen.
Im dritten freien Training war Piastri mit einer Zeit von 1:33,602 Minuten Schnellster vor Norris und Sainz jr.

### Qualifying
Das Qualifying bestand aus drei Teilen mit einer Nettolaufzeit von 45 Minuten. Im ersten Qualifying-Segment (Q1) hatten die Fahrer 18 Minuten Zeit, um sich für das Rennen zu qualifizieren. Alle Fahrer, die im ersten Abschnitt eine Zeit erzielten, die maximal 107 Prozent der schnellsten Rundenzeit betrug, qualifizierten sich für das Rennen. Die besten 15 Fahrer erreichten den nächsten Qualifikationsabschnitt. Norris war Schnellster. Colapinto, Piastri, Pérez, Ocon und Zhou schieden aus.
Der zweite Abschnitt (Q2) dauerte 15 Minuten. Die schnellsten zehn Piloten qualifizierten sich für den dritten Teil des Qualifyings. Norris war erneut Schnellster. Beide RB-Piloten, beide Aston-Martin-Piloten und Bottas schieden aus. Q2 wurde am Ende durch eine rote Flagge aufgrund eines Unfalls von Tsunoda unterbrochen. Daher wurde Q3 verspätet gestartet.
Der letzte Abschnitt (Q3) ging über eine Zeit von zwölf Minuten, in denen die ersten zehn Startpositionen vergeben wurden. Sainz jr. erzielte mit einer Rundenzeit von 1:15,946 Minuten die Bestzeit vor Verstappen und Norris. Für Sainz jr. war es die sechste Pole-Position seiner Karriere.

### Rennen
Ocon startete das Rennen aufgrund eines Motorenwechsels aus der Boxengasse.
Beim Start konnte Verstappen sich direkt neben Sainz jr. setzen und fuhr am Spanier vorbei, Norris folgte dem Niederländer im Windschatten, blieb aber hinter beiden. Sainz jr. überholte Verstappen zwar wieder, verließ dabei jedoch die Strecke. Dahinter kollidierten Tsunoda und Albon noch vor der ersten Kurve, für beide war das Rennen sofort beendet. Später in der Runde ließ Sainz jr. wegen seines unzulässigen Überholmanövers Verstappen wieder vorbei, der nun führte. Um die Wägen von Tsunoda und Albon sicher von der Strecke zu räumen, wurde das Safety Car auf die Strecke geschickt. Derweil erhielt Pérez bei seinem Heim-Grand-Prix eine Fünf-Sekunden-Strafe für einen inkorrekten Start.
In Runde 7 wurde das Rennen wieder freigegeben. Verstappen verteidigte die Führung und konnte Sainz jr. zunächst aus seinem DRS-Fenster halten, dieser konnte sich die Führung jedoch in Runde 9 wieder zurückholen. Verstappen funkte derweil an sein Team, dass er Probleme mit seiner Batterie habe. Daraufhin griffen auch Norris und Leclerc Verstappen an, dieser drängte seinen Weltmeisterschaftsrivalen Norris jedoch in zwei Kurven – Kurve 4 und Kurve 8 – von der Strecke, wodurch er sich zwar vor Norris hielt, beide aber je einen Platz an Leclerc verloren, der sich an beiden vorbei auf den zweiten Platz durchschob. Beide Instanzen wurden separat von der Rennleitung untersucht und beide mit jeweils einer Zehn-Sekunden-Strafe geahndet. Dahinter folgten die beiden Mercedes, zwischen denen ein über mehrere Runden andauernder Zweikampf entstand, den Russell dann in Runde 15 aber zunächst für sich entscheiden konnte und an Hamilton vorbeiging. In der darauffolgenden Runde stellte Alonso seinen Aston Martin wegen Bremsproblemen an der Box ab. Es war sein erster Rennausfall der Saison, das letzte Mal fiel er beim Sprint in Shanghai aus.
Weiter hinten im Feld machte Pérez immer weiter Positionen gut und war bis Runde 18 auf den elften Platz vorgefahren, wo er auf den RB von Liam Lawson auflief. Dieser verteidigte sich jedoch hart gegen den Mexikaner und konnte diesen bis Runde 21 hinter sich halten, als Pérez für seinen ersten Stopp an die Box ging und dabei seine Strafe absaß. An der Spitze hingegen vergrößerte Sainz jr. weiter seinen Vorsprung auf Teamkollege Leclerc. Auf der Strecke kam daraufhin Norris immer näher an Verstappen heran, konnte ihn aber nicht mehr auf der Strecke überholen, da dieser in Runde 26 an die Box ging und dabei seine beiden Strafen verbüßte. Er kam auf Rang 15 zurück auf die Strecke. In Runde 31 versuchte Norris den Undercut gegen Leclerc und absolvierte seinen ersten Stopp. Ferrari reagierte sofort und holte Leclerc in der folgenden Runde an die Box, welcher seine Position verteidigen konnte. In der nächsten Runde stoppte dann auch Sainz jr. Zu diesem Zeitpunkt hatten alle, die auf den Medium-Reifen gestartet sind, bis auf Piastri, bereits gestoppt.
Um Runde 42 herum verdunkelte sich der Himmel, und Russell funkte sogar, er habe „winzige Regentropfen auf dem Visier“ seines Helmes. Es blieb jedoch trocken. Verstappen hatte inzwischen den sechsten Platz hinter den beiden Mercedes eingenommen, welche er jedoch nicht mehr attackieren konnte. Diese lieferten sich erneut einen Zweikampf über einige Runden. Russell, der einen Schaden an seinem Frontflügel davontrug, verteidigte dabei hart seinen vierten Platz gegen Hamilton. Hinter Verstappen hielten sich beide Haas-Piloten in den Punkterängen, Kevin Magnussen lag dabei vor Teamkollege Hülkenberg, der in Runde 57 von Piastri überholt wurde.
Während Sainz jr. seine Führung weiter ausbaute, verlor Leclerc dahinter immer mehr Boden auf Norris, bis er in Runde 62 in der letzten Kurve von der Strecke rutschte und Norris den zweiten Platz übernahm. Dieser versuchte anschließend, noch Sainz jr. einzuholen, konnte aber nicht genug Zeit gut machen. In Runde 66 kam auch das Teamduell zwischen den beiden Mercedes zu einem Ergebnis, als Hamilton an Russell vorbeiging. Weiter hinten kollidierten Colapinto und Lawson in Runde 67, wobei sich letzterer seinen Frontflügel beschädigte und für einen Wechsel an die Box kommen musste. Dadurch fiel er ans Ende des Feldes zurück.
Sainz jr. gewann das Rennen schließlich vor Norris und Leclerc. Es war sein vierter Rennsieg, seine erste Podestplatzierung in Mexiko und das erste Mal, dass er ein zweites Rennen in einer Saison gewinnen konnte. Zudem war es für Ferrari der erste Rennsieg in Mexiko seit 1990. Die restlichen Punkteplatzierungen belegten Hamilton, Russell, Verstappen, Magnussen, Piastri, Hülkenberg und Pierre Gasly. Leclerc erzielte die schnellste Rennrunde, wofür er einen zusätzlichen Punkt erhielt. Pérez, abgeschlagen auf Rang 16, ging genauso wie Leclerc zwei Runden vor Rennende für frische Soft-Reifen an die Box, um zu verhindern, dass Ferrari den Punkt für die schnellste Rennrunde erhält, konnte die Zeit des Monegassen aber nicht mehr schlagen.
In der Fahrermeisterschaft verkürzten Norris und Leclerc weiter den Abstand auf Verstappen. In der Konstrukteurswertung führt weiter McLaren, während dahinter Ferrari an Red Bull vorbeiging und Platz 2 übernahm.

## Meldeliste
| Team                          | Nr. | Fahrer                | Chassis                           | Motor      | Reifen |
| ----------------------------- | --- | --------------------- | --------------------------------- | ---------- | ------ |
| Oracle Red Bull Racing        | 01  | Max Verstappen        | Red Bull Racing RB20              | Honda RBPT | P      |
| Oracle Red Bull Racing        | 11  | Sergio Pérez          | Red Bull Racing RB20              | Honda RBPT | P      |
| Mercedes-AMG Petronas F1 Team | 63  | George Russell        | Mercedes-AMG F1 W15 E Performance | Mercedes   | P      |
| Mercedes-AMG Petronas F1 Team | 44  | Lewis Hamilton        | Mercedes-AMG F1 W15 E Performance | Mercedes   | P      |
| Mercedes-AMG Petronas F1 Team | 12  | Andrea Kimi Antonelli | Mercedes-AMG F1 W15 E Performance | Mercedes   | P      |
| Scuderia Ferrari              | 16  | Charles Leclerc       | Ferrari SF-24                     | Ferrari    | P      |
| Scuderia Ferrari              | 55  | Carlos Sainz jr.      | Ferrari SF-24                     | Ferrari    | P      |
| Scuderia Ferrari              | 38  | Oliver Bearman        | Ferrari SF-24                     | Ferrari    | P      |
| McLaren F1 Team               | 81  | Oscar Piastri         | McLaren MCL38                     | Mercedes   | P      |
| McLaren F1 Team               | 04  | Lando Norris          | McLaren MCL38                     | Mercedes   | P      |
| McLaren F1 Team               | 29  | Patricio O’Ward       | McLaren MCL38                     | Mercedes   | P      |
| Aston Martin Aramco F1 Team   | 18  | Lance Stroll          | Aston Martin AMR24                | Mercedes   | P      |
| Aston Martin Aramco F1 Team   | 14  | Fernando Alonso       | Aston Martin AMR24                | Mercedes   | P      |
| Aston Martin Aramco F1 Team   | 34  | Felipe Drugovich      | Aston Martin AMR24                | Mercedes   | P      |
| BWT Alpine F1 Team            | 31  | Esteban Ocon          | Alpine A524                       | Renault    | P      |
| BWT Alpine F1 Team            | 10  | Pierre Gasly          | Alpine A524                       | Renault    | P      |
| Williams Racing               | 23  | Alexander Albon       | Williams FW46                     | Mercedes   | P      |
| Williams Racing               | 43  | Franco Colapinto      | Williams FW46                     | Mercedes   | P      |
| Visa Cash App RB F1 Team      | 30  | Liam Lawson           | RB VCARB 01                       | Honda RBPT | P      |
| Visa Cash App RB F1 Team      | 22  | Yuki Tsunoda          | RB VCARB 01                       | Honda RBPT | P      |
| Stake F1 Team Kick Sauber     | 77  | Valtteri Bottas       | KICK Sauber C44                   | Ferrari    | P      |
| Stake F1 Team Kick Sauber     | 24  | Zhou Guanyu           | KICK Sauber C44                   | Ferrari    | P      |
| Stake F1 Team Kick Sauber     | 97  | Robert Schwarzman     | KICK Sauber C44                   | Ferrari    | P      |
| MoneyGram Haas F1 Team        | 20  | Kevin Magnussen       | Haas VF-24                        | Ferrari    | P      |
| MoneyGram Haas F1 Team        | 27  | Nico Hülkenberg       | Haas VF-24                        | Ferrari    | P      |

Anmerkungen
1. 1 2  Der Mercedes mit der Startnummer 12 wurde im ersten freien Training für Antonelli eingesetzt. Hamilton übernahm das Fahrzeug anschließend für das restliche Wochenende mit seiner Startnummer 44.
2. 1 2  Der Ferrari mit der Startnummer 38 wurde im ersten freien Training für Bearman eingesetzt. Leclerc übernahm das Fahrzeug anschließend für das restliche Wochenende mit seiner Startnummer 16.
3. 1 2  Der McLaren mit der Startnummer 29 wurde im ersten freien Training für O’Ward eingesetzt. Norris übernahm das Fahrzeug anschließend für das restliche Wochenende mit seiner Startnummer 4.
4. 1 2  Der Aston Martin mit der Startnummer 34 wurde im ersten freien Training für Drugovich eingesetzt. Alonso übernahm das Fahrzeug anschließend für das restliche Wochenende mit seiner Startnummer 14.
5. 1 2  Der Kick Sauber mit der Startnummer 98 wurde im ersten freien Training für Schwarzman eingesetzt. Zhou übernimmt das Fahrzeug anschließend für das restliche Wochenende mit seiner Startnummer 24.

## Klassifikationen

### Qualifying
| Pos.                                                                      | Fahrer           | Konstrukteur                 | Q1       | Q2       | Q3       | Start |
| ------------------------------------------------------------------------- | ---------------- | ---------------------------- | -------- | -------- | -------- | ----- |
| 01                                                                        | Carlos Sainz jr. | Ferrari                      | 1:16,778 | 1:16,515 | 1:15,946 | 01    |
| 02                                                                        | Max Verstappen   | Red Bull Racing-Honda RBPT   | 1:16,803 | 1:16,514 | 1:16,171 | 02    |
| 03                                                                        | Lando Norris     | McLaren-Mercedes             | 1:16,505 | 1:16,301 | 1:16,260 | 03    |
| 04                                                                        | Charles Leclerc  | Ferrari                      | 1:16,972 | 1:16,641 | 1:16,265 | 04    |
| 05                                                                        | George Russell   | Mercedes                     | 1:17,194 | 1:16,937 | 1:16,356 | 05    |
| 06                                                                        | Lewis Hamilton   | Mercedes                     | 1:17,306 | 1:16,973 | 1:16,651 | 06    |
| 07                                                                        | Kevin Magnussen  | Haas-Ferrari                 | 1:17,125 | 1:17,003 | 1:16,886 | 07    |
| 08                                                                        | Pierre Gasly     | Alpine-Renault               | 1:17,149 | 1:17,048 | 1:16,892 | 08    |
| 09                                                                        | Alexander Albon  | Williams-Mercedes            | 1:17,189 | 1:16,988 | 1:17,065 | 09    |
| 10                                                                        | Nico Hülkenberg  | Haas-Ferrari                 | 1:17,186 | 1:16,995 | 1:17,365 | 10    |
| 11                                                                        | Yuki Tsunoda     | RB-Honda RBPT                | 1:17,182 | 1:17,129 | –        | 11    |
| 12                                                                        | Liam Lawson      | RB-Honda RBPT                | 1:17,380 | 1:17,162 | –        | 12    |
| 13                                                                        | Fernando Alonso  | Aston Martin Aramco-Mercedes | 1:17,307 | 1:17,168 | –        | 13    |
| 14                                                                        | Lance Stroll     | Aston Martin Aramco-Mercedes | 1:17,407 | 1:17,294 | –        | 14    |
| 15                                                                        | Valtteri Bottas  | Kick Sauber-Ferrari          | 1:17,393 | 1:17,817 | –        | 15    |
| 16                                                                        | Franco Colapinto | Williams-Mercedes            | 1:17,558 | –        | –        | 16    |
| 17                                                                        | Oscar Piastri    | McLaren-Mercedes             | 1:17,597 | –        | –        | 17    |
| 18                                                                        | Sergio Pérez     | Red Bull Racing-Honda RBPT   | 1:17,611 | –        | –        | 18    |
| 19                                                                        | Esteban Ocon     | Alpine-Renault               | 1:17,617 | –        | –        | Box   |
| 20                                                                        | Zhou Guanyu      | Kick Sauber-Ferrari          | 1:18,072 | –        | –        | 19    |
| 107-Prozent-Zeit: 1:21,860 min (bezogen auf Q1-Bestzeit von 1:16,505 min) |                  |                              |          |          |          |       |

Anmerkungen
1. ↑  Ocon startete wegen eines Motorenwechsels unter Parc-fermé-Bedingungen aus der Boxengasse.

### Rennen
| Pos.                                                                | Fahrer           | Konstrukteur                 | Runden | Stopps | Zeit        | Start | Schnellste Rennrunde |
| ------------------------------------------------------------------- | ---------------- | ---------------------------- | ------ | ------ | ----------- | ----- | -------------------- |
| 01                                                                  | Carlos Sainz jr. | Ferrari                      | 71     | 1      | 1:40:55,800 | 01    | 1:20,137 (62.)       |
| 02                                                                  | Lando Norris     | McLaren-Mercedes             | 71     | 1      | + 4,705     | 03    | 1:19,691 (68.)       |
| 03                                                                  | Charles Leclerc  | Ferrari                      | 71     | 2      | + 34,387    | 04    | 1:18,336 (71.)       |
| 04                                                                  | Lewis Hamilton   | Mercedes                     | 71     | 1      | + 44,780    | 06    | 1:20,371 (31.)       |
| 05                                                                  | George Russell   | Mercedes                     | 71     | 1      | + 48,536    | 05    | 1:20,731 (63.)       |
| 06                                                                  | Max Verstappen   | Red Bull Racing-Honda RBPT   | 71     | 1      | + 59,558    | 02    | 1:20.872 (53.)       |
| 07                                                                  | Kevin Magnussen  | Haas-Ferrari                 | 71     | 1      | + 1:03,642  | 07    | 1:20,637 (61.)       |
| 08                                                                  | Oscar Piastri    | McLaren-Mercedes             | 71     | 1      | + 1:04,928  | 17    | 1:20,064 (65.)       |
| 09                                                                  | Nico Hülkenberg  | Haas-Ferrari                 | 70     | 1      | + 1 Runde   | 10    | 1:20,748 (69.)       |
| 10                                                                  | Pierre Gasly     | Alpine-Renault               | 70     | 1      | + 1 Runde   | 08    | 1:21.274 (67.)       |
| 11                                                                  | Lance Stroll     | Aston Martin Aramco-Mercedes | 70     | 1      | + 1 Runde   | 14    | 1:21,311 (55.)       |
| 12                                                                  | Franco Colapinto | Williams-Mercedes            | 70     | 1      | + 1 Runde   | 16    | 1:20,090 (50.)       |
| 13                                                                  | Esteban Ocon     | Alpine-Renault               | 70     | 1      | + 1 Runde   | Box   | 1:20,659 (70.)       |
| 14                                                                  | Valtteri Bottas  | Kick Sauber-Ferrari          | 70     | 1      | + 1 Runde   | 15    | 1:21,085 (57.)       |
| 15                                                                  | Zhou Guanyu      | Kick Sauber-Ferrari          | 70     | 1      | + 1 Runde   | 19    | 1:21,553 (56.)       |
| 16                                                                  | Liam Lawson      | RB-Honda RBPT                | 70     | 2      | + 1 Runde   | 12    | 1:19,502 (67.)       |
| 17                                                                  | Sergio Pérez     | Red Bull Racing-Honda RBPT   | 70     | 3      | + 1 Runde   | 18    | 1:19,209 (70.)       |
| –                                                                   | Fernando Alonso  | Aston Martin Aramco-Mercedes | 15     | 0      | DNF         | 13    | 1:22,722 (08.)       |
| –                                                                   | Alexander Albon  | Williams-Mercedes            | 0      | 0      | DNF         | 09    | –                    |
| –                                                                   | Yuki Tsunoda     | RB-Honda RBPT                | 0      | 0      | DNF         | 11    | –                    |
| Fahrer des Tages: Carlos Sainz jr. (27,2 % der abgegebenen Stimmen) |                  |                              |        |        |             |       |                      |

Anmerkungen
1. ↑  Colapinto erhielt eine Zehn-Sekunden-Zeitstrafe für eine Kollision mit Lawson. An seiner Position änderte die Strafe allerdings nichts.

## WM-Stände nach dem Rennen
Die ersten zehn des Rennens bekamen 25, 18, 15, 12, 10, 8, 6, 4, 2 bzw. 1 Punkt(e). Zusätzlich wurde ein Punkt für die schnellste Rennrunde vergeben, da der betreffende Fahrer unter den ersten Zehn ins Ziel kam.

### Fahrerwertung
| Pos. | Fahrer           | Konstrukteur                 | Punkte |
| ---- | ---------------- | ---------------------------- | ------ |
| 01   | Max Verstappen   | Red Bull Racing-Honda RBPT   | 362    |
| 02   | Lando Norris     | McLaren-Mercedes             | 315    |
| 03   | Charles Leclerc  | Ferrari                      | 291    |
| 04   | Oscar Piastri    | McLaren-Mercedes             | 251    |
| 05   | Carlos Sainz jr. | Ferrari                      | 240    |
| 06   | Lewis Hamilton   | Mercedes                     | 189    |
| 07   | George Russell   | Mercedes                     | 177    |
| 08   | Sergio Pérez     | Red Bull Racing-Honda RBPT   | 150    |
| 09   | Fernando Alonso  | Aston Martin Aramco-Mercedes | 62     |
| 10   | Nico Hülkenberg  | Haas-Ferrari                 | 31     |
| 11   | Lance Stroll     | Aston Martin Aramco-Mercedes | 24     |
| 12   | Yuki Tsunoda     | RB-Honda RBPT                | 22     |

| Pos. | Fahrer           | Konstrukteur           | Punkte |
| ---- | ---------------- | ---------------------- | ------ |
| 13   | Kevin Magnussen  | Haas-Ferrari           | 14     |
| 14   | Alexander Albon  | Williams-Mercedes      | 12     |
| 15   | Daniel Ricciardo | RB-Honda RBPT          | 12     |
| 16   | Pierre Gasly     | Alpine-Renault         | 9      |
| 17   | Oliver Bearman   | Ferrari / Haas-Ferrari | 7      |
| 18   | Franco Colapinto | Williams-Mercedes      | 5      |
| 19   | Esteban Ocon     | Alpine-Renault         | 5      |
| 20   | Liam Lawson      | RB-Honda RBPT          | 2      |
| 21   | Zhou Guanyu      | Kick Sauber-Ferrari    | 0      |
| 22   | Logan Sargeant   | Williams-Mercedes      | 0      |
| 23   | Valtteri Bottas  | Kick Sauber-Ferrari    | 0      |

### Konstrukteurswertung
| Pos. | Konstrukteur                 | Punkte |
| ---- | ---------------------------- | ------ |
| 01   | McLaren-Mercedes             | 566    |
| 02   | Ferrari                      | 537    |
| 03   | Red Bull Racing-Honda RBPT   | 512    |
| 04   | Mercedes                     | 366    |
| 05   | Aston Martin Aramco-Mercedes | 86     |

| Pos. | Konstrukteur        | Punkte |
| ---- | ------------------- | ------ |
| 06   | Haas-Ferrari        | 46     |
| 07   | RB-Honda RBPT       | 36     |
| 08   | Williams-Mercedes   | 17     |
| 09   | Alpine-Renault      | 14     |
| 10   | Kick Sauber-Ferrari | 0      |